# Libaja
Libaja (akad. Libāja, w transliteracji z pisma klinowego zapisywane mli-ba-a-a) – jeden z wczesnych, słabo znanych królów Asyrii (1 połowa XVII w. p.n.e.), trzeci władca z dynastii założonej przez Adasiego, syn i następca Bel-baniego, ojciec i poprzednik Szarma-Adada I. Zgodnie z Asyryjską listą królów panować miał przez 17 lat. Wymienia go również Synchronistyczna lista królów, która jako współczesnego mu władcę Babilonii podaje króla Szuszi (mŠu-ši) z I dynastii z Kraju Nadmorskiego. Jak dotychczas nie odnaleziono żadnych inskrypcji królewskich należących do Libaji.